# 2010年多倫多國際影展
第35屆多倫多國際影展於2011年9月9日至9月19日（當地時間）在加拿大多倫多舉行。

## 單元

### 全景展映單元
- 《巴尼正傳》，導演：理查·傑·路易斯（英语：Richard J. Lewis）
- 《黑天鵝》，導演：戴倫·艾洛諾夫斯基
- 《下女》，導演：林常樹（英语：Im Sang-soo）
- 《国王的演讲》，導演：汤姆·霍伯
- 《一夜迷情》，導演：瑪希·泰傑汀（英语：Massy Tadjedin）
- 《城中大盗》，導演：本·阿弗莱克

### 午夜瘋狂
- 《刀见笑》，導演：乌尔善
- 《火龍》，導演：林超賢
- 《陰兒房》，導演：溫子仁

## 外部連結
- 官方网站
- 2010 Toronto International Film Festival（页面存档备份，存于） at IMDB.